# کوستین

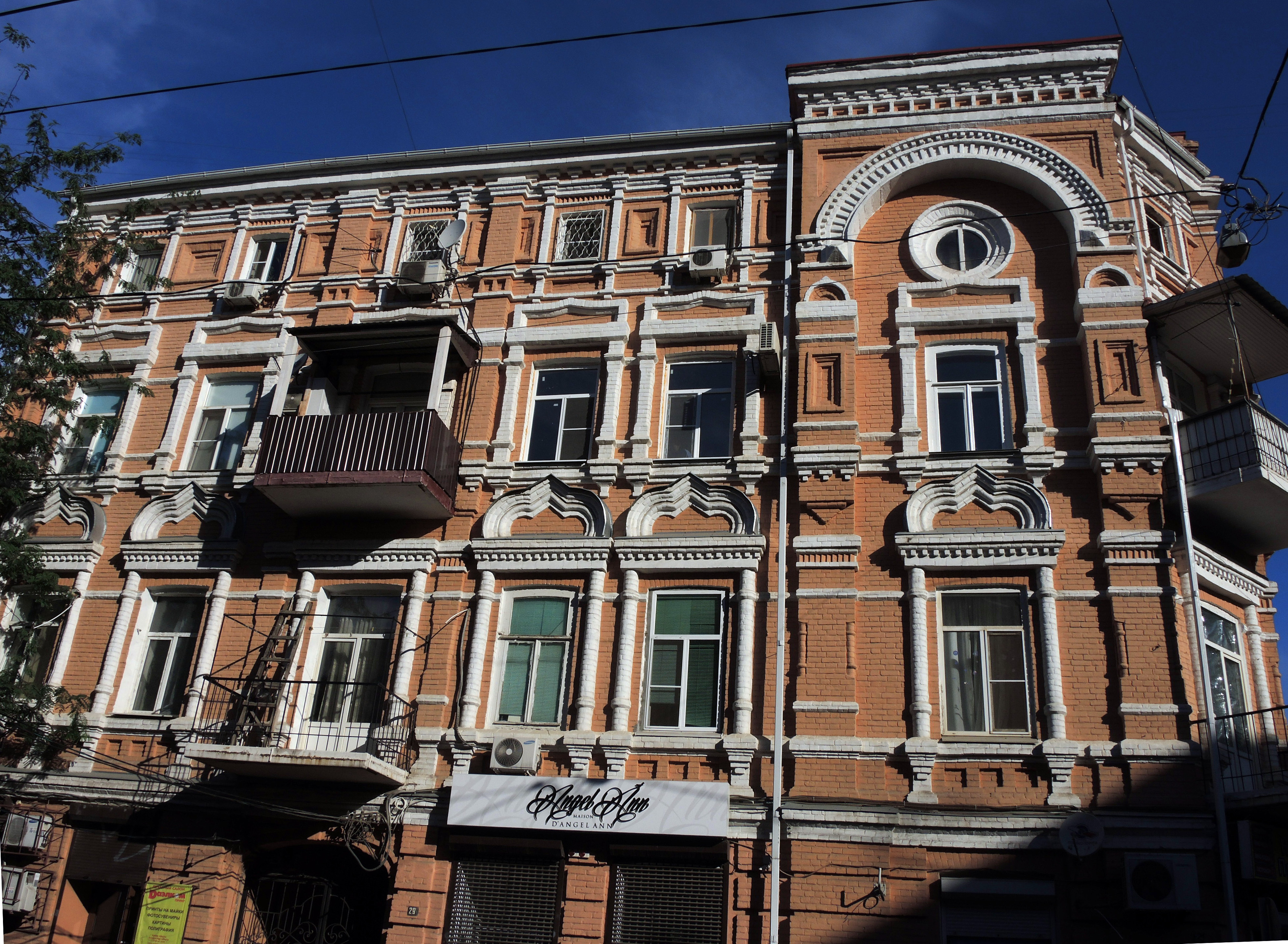
خانه کوستین

خانه کوستین (به انگلیسی: Kostin House) یک ساختمان در منطقه کیروفسکی در روستوف آن دون، کشور روسیه است. این خانه در خیابان ۳۷ چخووا در تقاطع خیابان چخووا لین و خیابان سوورووا (خیابان مالایا سادوویا سابق) واقع شده‌است. این بنا همچنین از میراث فرهنگی آن منطقه محسوب می‌شود.

## تاریخچه
این ساختمان در اوایل قرن نوزدهم ساخته شد. صاحبان آن تاجر معروف روستوف یفیم یاکوولویچ کوستین و همسرش دومنا ایوانوونا کوستینا بودند. آنها همچنین دارای یک کارخانه فشار روغن در ساختمانی واقع در کنار خانه کوستین بودند. قطعنامه اداره استان روستوف در تاریخ ۹ اکتبر ۱۹۹۸ این خانه را به عنوان یک منطقه میراث منطقه‌ای تعیین شد. در دهه ۲۰۰۰ ساختمان مرمت شد. فروشگاه‌ها و رستوران‌های مختلف هم‌اکنون طبقه همکف ساختمان را اشغال کرده‌اند.